# Мьеркуря-Сибиулуй
Мьеркуря-Сибиулуй (рум. Miercurea Sibiului, нем. Reußmarkt) — город в Румынии в составе жудеца Сибиу.

## История
Археологические находки показывают, что эти места были населены с древнейших времён. В конце XIII века переселенцами из Германии здесь было основано поселение Рёйсмаркт, которое впервые упоминается под этим названием в документе 1290 года. К 1330 году здесь уже проживало 90 семей, то есть население составляло около 450 человек. В связи с тем, что здесь разместились власти одной из административных единиц, созданных немецкими переселенцами, населённый пункт приобрёл важное значение.
В XV веке населённый пункт сильно пострадал во время войн с турками, а в 1658 году турки сожгли его дотла. В 1704 году, во время подавления восстания Ракоци он был разорён сербскими частями, входившими в состав армии Австрийской империи, и в 1713 году здесь проживало всего 68 семей.
События XX века (последствия Второй мировой войны и массовая репатриация немцев в 1990-х) привели к тому, что здесь почти не осталось немецкого населения. В 2004 году Мьеркуря-Сибиулуй получил статус города.